# ゴスロリブランド一覧
ゴスロリブランド一覧（ゴスロリブランドいちらん）は、ゴシック・アンド・ロリータ・ファッション、ロリータ・ファッション、および、ゴシック・ファッションのブランドの一覧である。

## 一覧
Algonquins（アルゴンキン）
ゴシック・パンクブランドの一つ。展開していた（株）アーミッシュは、2019年3月1日に東京地方裁判所から破産手続き開始決定。

alice auaa（アリスアウアア）
ゴシック・ブランドの一つ。デザイナーは船越保孝。デザインは退廃感とエレガンスを基軸としており、ガーゼ素材のアイテムが印象的である。1993年に神戸でAlice in Modern Timeというショップを開店したのが始まり。その二年後の1997年にはalice auaaを発表し、神戸の2店舗を閉店して大阪へ移転。さらに同年「Hey Hey Hey」に出演したL'Arc〜en〜Cielのhydeに衣装協力をする。
その後、1996年に大阪コレクションにデビューしたがこのコレクションには後に女優となった小雪もモデルとして参加していた。1997年4月、alice auaaのショップをオープンする。1998年には、L'Arc〜en〜Cielの「花葬」のプロモーションビデオで衣装協力をする。1999年ショップを現在の場所へ移転。2009年、 『ゴシック&ロリータバイブル VOL.34』に掲載された恋月姫人形の衣装を製作した。

Alpstola（アルプストラ）
ATELIER BOZ出身のデザイナーが立ち上げたブランド。ゴシック・ブランドのATELIER BOZを運営している
　

Angelic Pretty（アンジェリック プリティ）

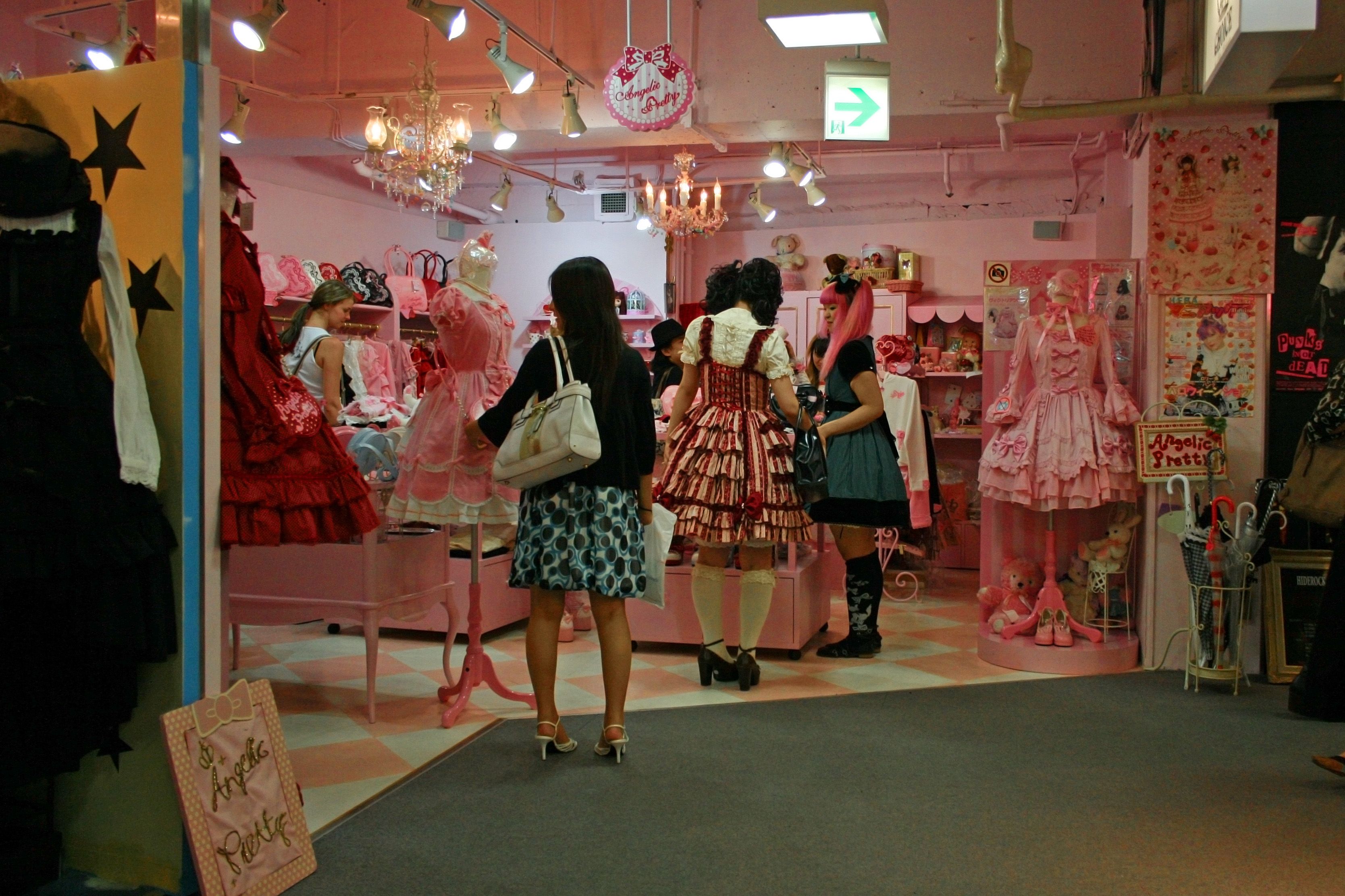
Angelic Pretty原宿店

ロリータ・ブランドの一つ。1979年、ラフォーレ原宿にセレクトショップ「Pretty」としてオープンしたのが始まり。ラフォーレ原宿のリニューアルを機にAngelic Prettyとなった。2007年には、JAPAN EXPOにおけるラフォーレ原宿コレクションに参加した。
ブランドカラーがピンクであるため、ジャケットやヘッドドレスなどの商品はピンクのものが多く、店舗の内装もピンクを基調としている。
Apleberute（アプレビュート）
ゴスロリブランドのひとつ。2022年5月にブランドがリリースされた。元Lumiebre（ルミエーブル）の中心メンバーが新規に立ち上げたブランド。株式会社ボヌール・シュエットが運営。
ATELIER BOZ（アトリエ ボズ）
ゴシックブランドの一つ。中世ヨーロッパのクラシカルな美しいシルエットを特長としている。1995年に文化服装学院出身のデザイナー、柴田孝史、市村恵司が立ち上げた。その後、ラフォーレ原宿のセレクトショップ、アトリエピエロの求めを請けてゴシックなアイテムの製作を始めた。2000年に最初の直営店を札幌市に、翌2001年に東京都渋谷区富ヶ谷に本店兼アトリエを開く。ビジュアル系ミュージシャンへの衣装提供も行っている。2021年11月20日ブランドを一時休止。翌年2022年3月にATELIER BOZを再開。
現在はATELIER BOZ出身のデザイナーが立ち上げたAlpstolaの元、ATELIER BOZが運営されている。
LAPIN AGILL（ラパン・アジェル）
ATELIER BOZの別ラインで、エレガントな雰囲気で少し大人びたラインが特長である。

ATELIER-PIERROT（アトリエピエロ）
ゴスロリブランドおよびセレクトショップのひとつ。デザイナーとオーナーは大橋敬子。本店はラフォーレ原宿で、自社ブランドの製品も扱う。また販売店のうち、宇都宮店はAngelic Prettyと、大阪店はATELIER BOZとそれぞれ合同店舗となっている。
大橋敬子
洋裁好きの母親の影響でミシンを踏みはじめ、独学で洋裁の技術を習得した。その後、ピノキオ子供服を経て、オリジナルの洋服を作り始め、原宿プラザにATELIER-PIERROT最初の店舗をオープンし、さらにラフォーレ原宿が完成すると同時にそちらにも出店した。あるとき「シンプルで誰でも着られるようなものだから売れないわけがない」とシンプルなスカートを製作した。しかしスカートは売れず、そこにレースを縫い付けてみたところ売れるようになった。そのころはオリジナルブランドとして展開しているわけではなかったが、洋服づくりにあらためて興味が向き、ヘッドドレスなどのアイテムが売れていることにも後押しされ「これなら私も作れるかな」と作ってみた。当時、大橋は販売員として店頭にも立っていたが「お店に立ってるよりよっぽど楽しいわ」と洋服づくりの楽しさにあらためて目覚めた。
初期のゴスロリ業界における功績
ATELIER-PIERROTは初期のゴスロリ業界で大きな役割を果たした。
ATELIER-PIERROTは当時立ち上げられたばかりのMARBLEやVISIBLEに連絡を取り、商品を取り扱っていたがヘッドドレスを最初に納品したのがこの2ブランドであった。MARBLEのデザイナーの泉さおりによると、一人でブランドを切り盛りしていた当時、ATELIER-PIERROTからはいきなり数百万円単位の注文がきたという。また、VISIBLEのデザイナーのレイチェルによると、VISIBLEのアイテムを最初に扱ったセレクトショップがATELIER-PIERROTであったという。さらにオーナーの大橋は、ゴスロリという言葉すらなかった当時、白やピンク系などさまざまな色でフリフリの洋服（ロリータ服）を作っていたレイチェルに対して黒いアイテムの製作を勧めた。それを受けての初回納品分は即完売し、最終的には爆発的な量の売り上げを記録した。またATELIER-PIERROTは、当時舞台衣装を中心に制作していたATELIER BOZにもゴシックテイストの強いヴィジュアル系ファッションの製作を勧めている。
初期のゴスロリ業界において、大阪ではマリアテレサ（セレクトショップ）がロリータ・ファッションを、東京ではATELIER-PIERROTがゴシック・アンド・ロリータ、ゴシック・ファッションを広めたとも言われている。

BABY, THE STARS SHINE BRIGHT（ベイビー・ザ・スターズ・シャイン・ブライト）

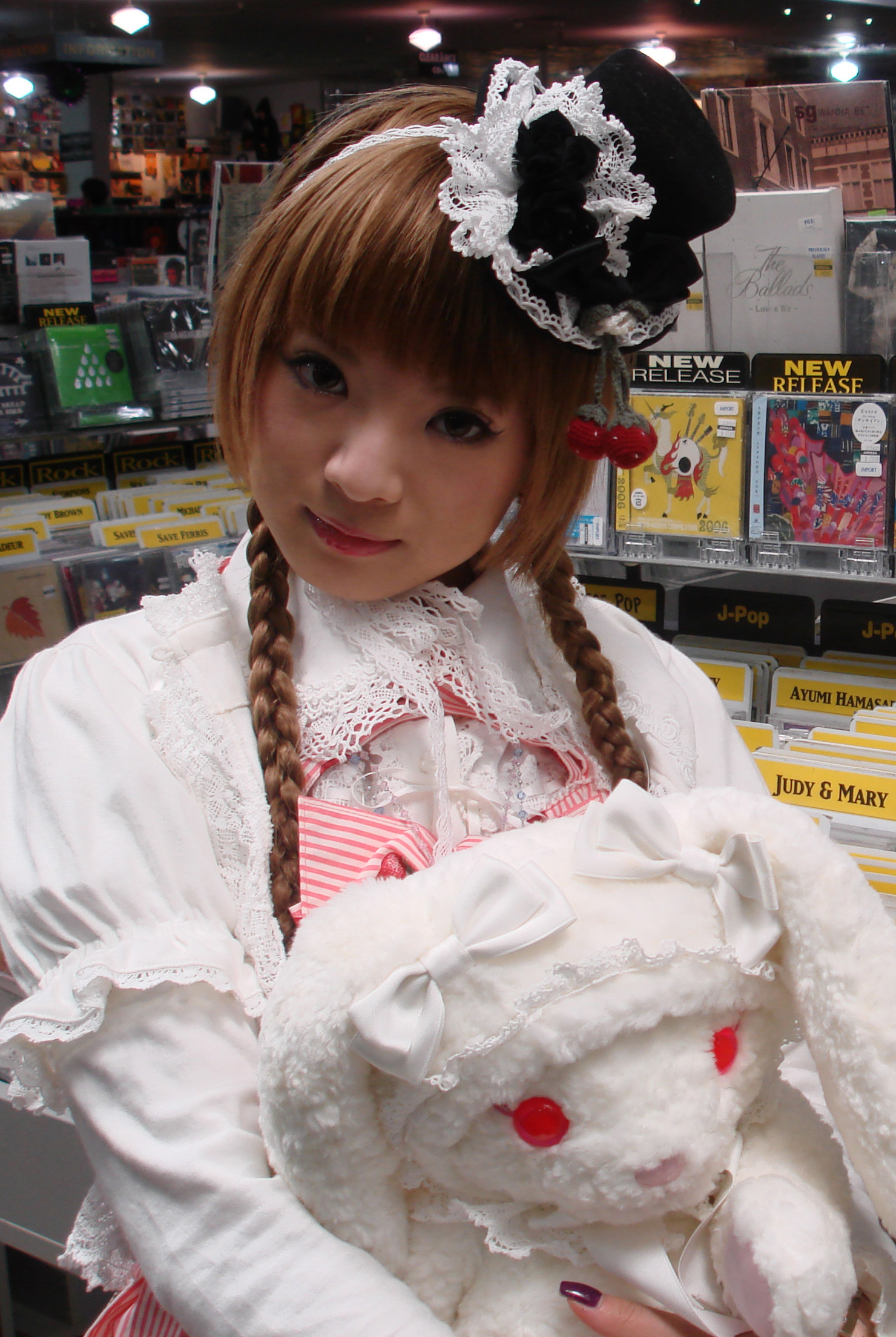
BABY, THE STARS SHINE BRIGHT・オリジナルキャラクターうさくみゃを抱える女性

ロリータ・ファッションのブランドの一つ。甘ロリの代表的ブランド。アツキオオニシから独立した社長の礒部明徳（いそべあきのり）が1988年に妻で専務の磯部フミ子とともに立ち上げた。通称は、ベイビー。ブランド名は英字雑誌の誌面に書かれていたBABY, THE STARS SHINE BRIGHTの文字を見た社長の磯部がかわいいと思ったため採用されたが、当時はそれがエヴリシング・バット・ザ・ガールのアルバムのタイトルであるとは知らなかったという。
メインカラーはピンクやサックスであり、子供用のワンピースをそのまま大きくしたようなデザインが多い。ワンピース、スカート、コート、ブラウスの他、ヘッドドレスや指輪などの装身具類、靴、ソックスから水着に至るまで広いアイテムを取り扱っている。だが最近は、姫ロリなども多く扱っている。姉妹ブランドにはALICE and the PIRATESがある。なお磯部のいたアツキオオニシも『不思議の国のアリス』柄などメルヘンチックな装飾で人気を博したブランドである。

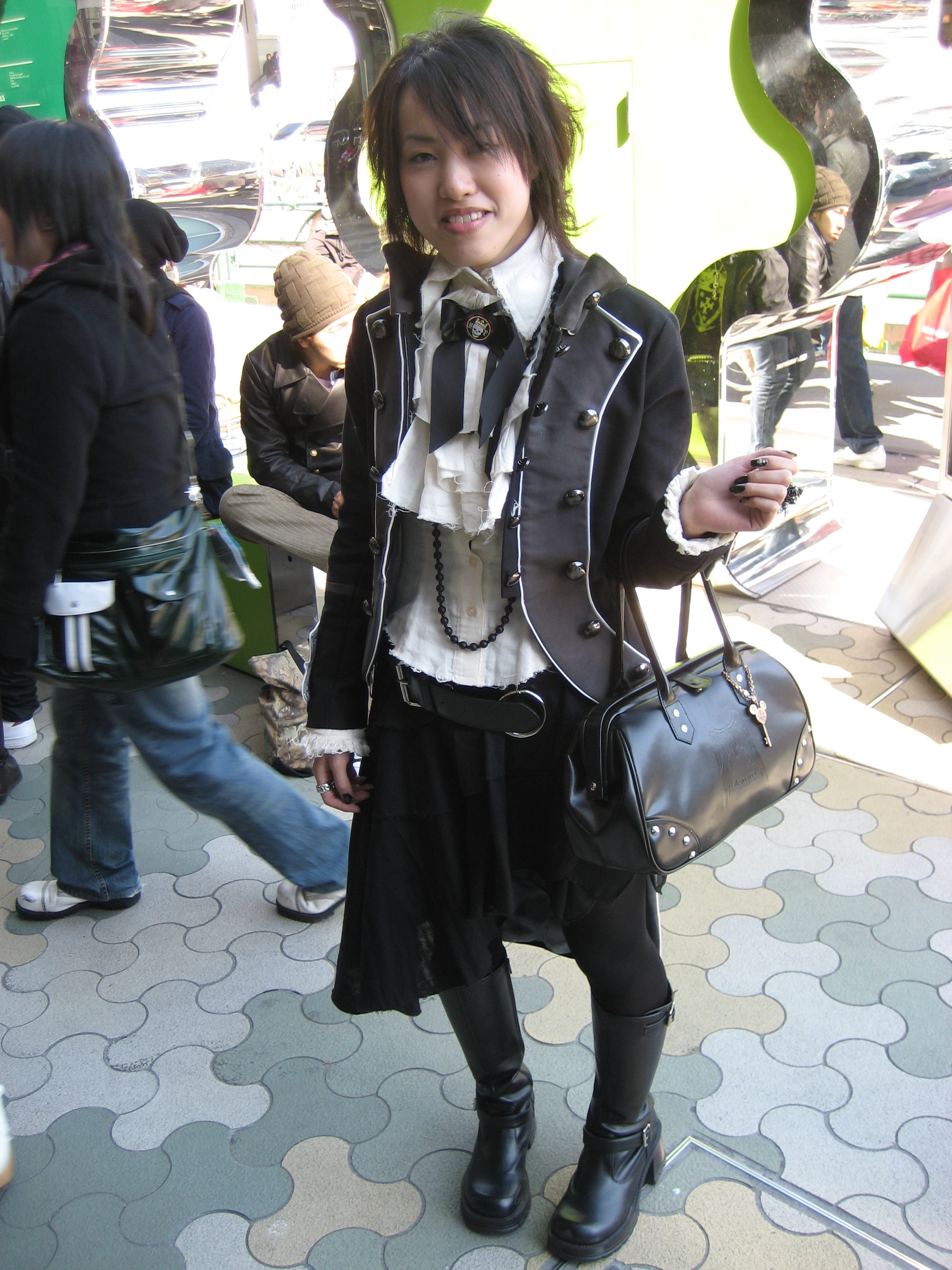
ALICE and the PIRATESを着た女性

1999年ごろ、磯部らのもとに上原久美子からBABY, THE STARS SHINE BRIGHTで働きたいという葉書が送られてきたが、当時は社長と専務の二人で運営しており、人を雇う余裕がなかったため断られていた。しかしその後、上原のインディーズブランドが『CUTiE』で取り上げられているのを専務の磯部が見つけ、逆に上原に声をかけることになった。前年には代官山に最初の路面店を開いていたものの、上原が参加した2000年当時は、まだ磯部の自宅で作業を行っていたため、ちゃぶ台の上でパターンを引いたりしていたという。
2008年には、『夜想』とのコラボレーションした展示会、お茶会を行った。
 ALICE and the PIRATES

2004年、ALICE and the PIRATES（アリス・アンド・ザ・パイレーツ）がニューラインとして立ち上げられた。ALICE and the PIRATESは「海賊の中に紛れ込んだアリス」をイメージしたラインで、ピンクやサックスをメインカラーとするBaby, The Stars Shine Brightに対し、黒や紺を基調としているほか、メンズデザインも発表している。デザイナーはたっきー☆であるが、上原によると、既存のスタッフの中ではALICE and the PIRATESをできる人材がいなかったため募集したという。
海外進出
2007年2月22日、Baby, The Stars Shine Brightはフランスパリバスティーユに初の海外店舗をオープンした。フランスではジャパン・エクスポなどを通して日本のカルチャーが輸入されており、その中にロリータ・ファッションも含まれている。そのためBABY, THE STARS SHINE BRIGHTがPARIS店の近くで企画した40名限定のティーパーティのチケットは15分で完売した。また同年7月には、JAPAN EXPOにおけるラフォーレ原宿コレクションにBABY, THE STARS SHINE BRIGHT、ALICE and the PIRATES共に参加した。
下妻物語
『下妻物語』はロリータ・ファッションを愛する少女とヤンキーの友情を描いた作品である。作中で主人公の竜ヶ崎桃子が心酔しているブランドがBaby, The Stars Shine Brightであり、竜ヶ崎桃子が社長の礒部明徳と会話を交わす場面もある。Baby, The Stars Shine Brightは映画やドラマなどの衣装協力に積極的で、『下妻物語』の映画版で竜ヶ崎桃子役を演じた深田恭子が着ている衣装のうち幾つかはBaby, The Stars Shine Brightの製作したものである。デザイナーの上原久美子は映画『下妻物語』公開以降の変化について「やっぱり映画の効果はすごくて、深田恭子ちゃんのファンの方、映画自体のファンの方、映画を見てロリータを好きになってくれた方と、客層がとても広がりました。」と語り、映画公開後、3年経過した2007年時点のインタビューで「いまだに映画で使われたお洋服に関する問い合わせもあります。」と語っている。
またBaby, The Stars Shine Brightは著者である嶽本野ばらとコラボレーションをした商品も発表している。
衣装協力
Baby, The Stars Shine Brightは以下の衣装協力を行っている。

- 『オトメン（乙男）』
- 『赤い糸』
- 『ガールズライクマネー』
- 『ランク王国』
- 『キミ犯人じゃないよね?』
- 『7人の女弁護士』
- 『ハロモニ@』
- 『おいしいごはん 鎌倉春日井米店』
- 『パセリ』
- 『水10！オリキュン』
- 『まるまるちびまる子ちゃん』
- 『女子アナ一直線!』
- 『ライアーゲーム』
- 『金曜たぶろっど』
- 『ハロー!モーニング』
- 『花より男子2』
- 『戦場のガールズライフ』
- 『のだめカンタービレ』
- 『プリンセス・プリンセスD』
- 『DEATH NOTE』
- 『着信アリファイナル』

BLACK PEACE NOW（ブラックピースナウ）

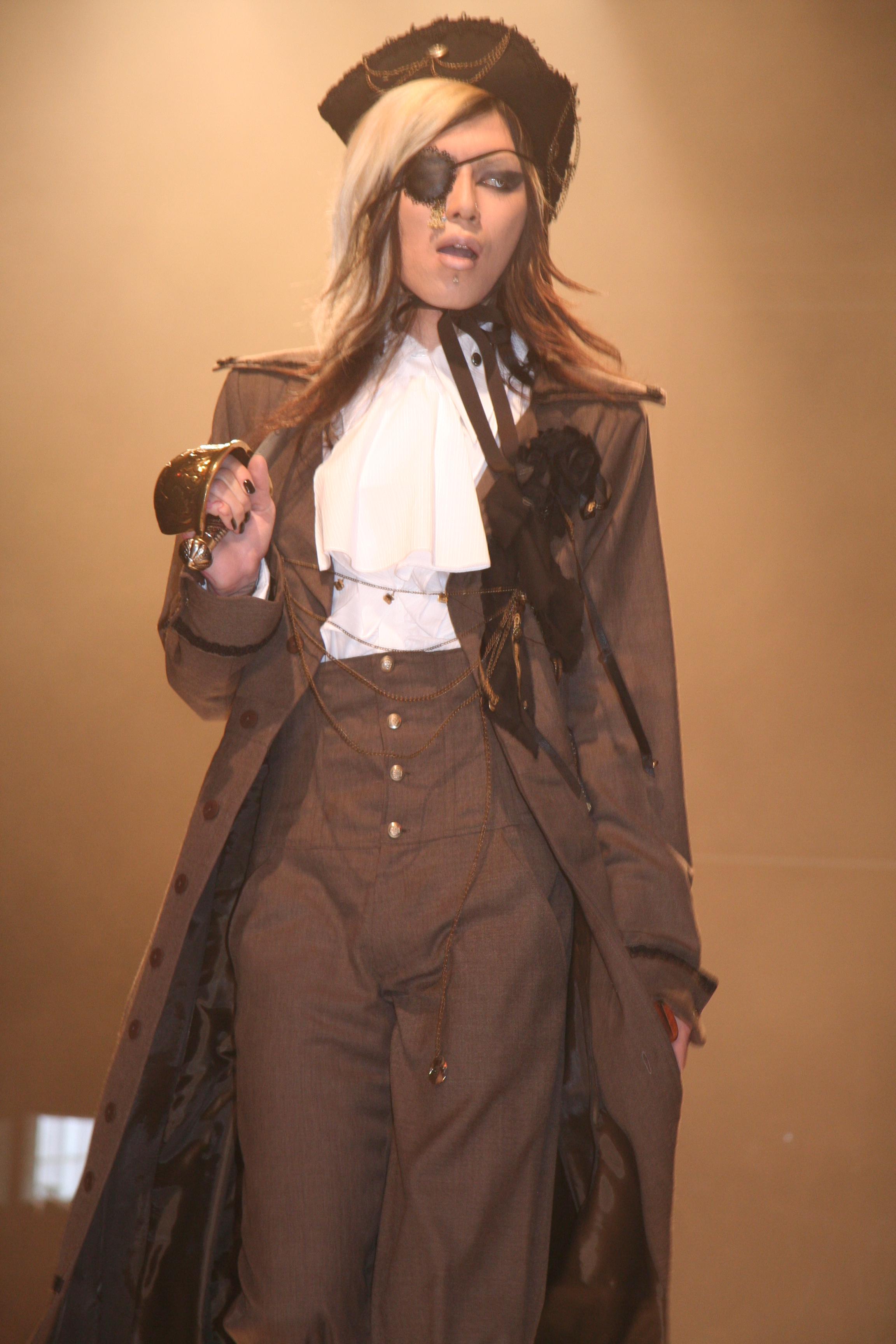
JAPAN EXPOにおけるラフォーレ原宿コレクション（2007年）

ゴシックブランドの一つ。略称はBPN。2004年にPEACE NOWの姉妹ブランドとして立ち上げられた。パンク寄りの路線で展開しており、メンズのラインのBPN FOR MENも存在する。2007年には、JAPAN EXPOにおけるラフォーレ原宿コレクションに参加した。
BLACK PEACE NOW立ち上げ以前のPEACE NOWでは、現在PEACE NOWで扱われているようなガーリーな商品だけでなく、現在のBLACK PEACE NOWのようなゴシックテイストの商品も扱っていた。しかし2004年、黒系の商品とその他の商品を分け、それぞれに確立していくことを目指し、BLACK PEACE NOWを新たに立ち上げた。デザイナーの今井里実は当初、アルバイトで販売員をしてみようと思い、PEACE NOWを受けたがデザイナーのなら募集しているといわれ、受けた結果採用された。
2013年3月 ブランド休止。

Doris（ドーリス ）
ロリータブランドの一つ。マロニエファッションデザイン専門学校夜間部出身のデザイナーShinobuが立ち上げたブランド。初期の頃は黒を主体としたゴシックロリータよりの商品が多かったが、顧客からの要望もありピンクなどを取り入れた商品を作るようになる。2006年にはアメリカ村にセレクトショップ「Dolly」を開いた。2017年1月に閉店。

excentrique（エクサントリーク）
コルセットブランドの一つ。アンティーク感にあふれた上品な洋服をテーマとしている。
ブランド名のエクサントリークは「中心から外れた」という意味のフランス語であるがそれと、昔はコルセットを軸にドレスが作られていたが今日では中心から外れてしまってることを重ねて名づけた。英語のエキセントリックでない理由は「そのままでは強すぎる」がフランス語の響きにすればかわいらしくなるかもしれないと期待したためである。
2018年1月ブランド解散。
Fairy wish（フェアリー ウィッシュ）

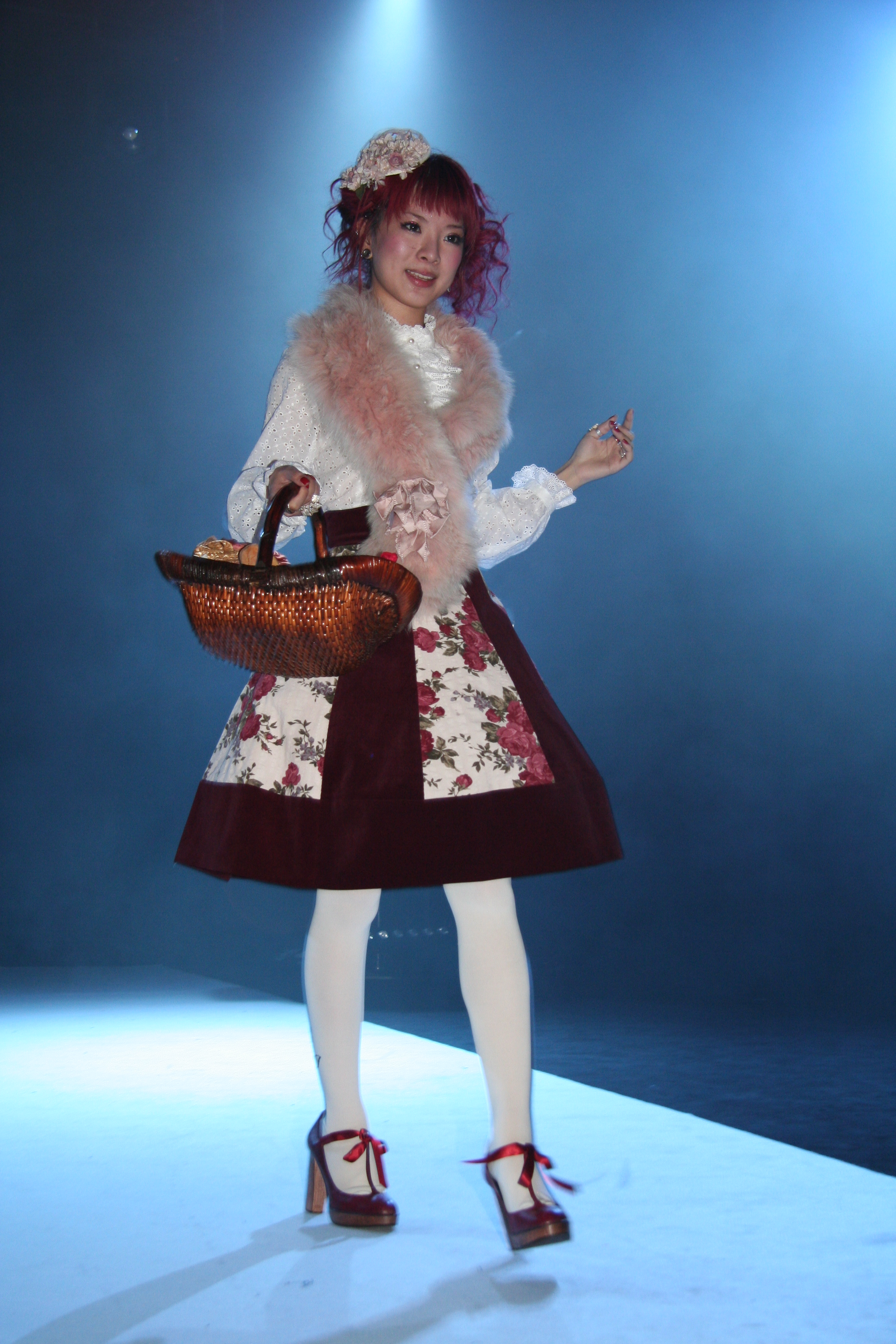
JAPAN EXPOにおけるラフォーレ原宿コレクション（2007年）Fairy wishの「赤ずきんのバラ園ジャンパースカート」

ロリータブランドの一つ。元Moi-même-moitiéのデザイナー、小林ありすが2003年に立ち上げた。2007年には、JAPAN EXPOにおけるラフォーレ原宿コレクションに参加した。
h.NAOTO（エイチ・ナオト）
ゴシックブランドの一つ。

Heart E（ハート イー）
ロリータブランドの一つ。文化服装学院スタイリスト科を卒業したデザイナーのEが、C-CREWやCASELINEでの勤務を経て立ち上げた。
市場で最初に、子供服を大人のサイズで作ったのはHeart Eであるといわれており、この点はHeart Eの特色のひとつである。
また、ドラマ『おそるべしっっ!!!音無可憐さん』で衣装提供している。
Innocent World（イノセント・ワールド）
ロリータブランドの一つ。ブランド名は、いつまでも天真爛漫な少女の心をもつ女性のために、という意味を込めてつけられた。デザイナーは藤原ゆみ。本店は、大阪市中央区にあり、王冠のモチーフとクラシカルで上品なデザインを特徴としている。アイテムのクラシカルで落ち着いた可愛さに定評がある。略称はイノセント、イノワ、等。大阪本店はマンションの一室であるが、2009年8月30日大阪本店1階に期間限定ショップがオープンした。
Jesus Diamante（ジーザスディアマンテ）
姫ロリ系ブランドの一つ。ロリータ・ファッションと分類されることが多い。
Juliette et Justine（ジュリエット・エ・ジュスティーヌ）
兵庫県尼崎市に本店を持つゴスロリブランドの一つ。クラシカルやエレガントをコンセプトとしており、ゴスロリブランドの中では大人びたデザインが多い。本店が唯一の直営店であるが、予約なしでは入ることが出来ず、他社のゴスロリコンセプトショップと通販で主に販売されている。ブランド名はマルキ・ド・サドの『美徳の不幸』、『悪徳の栄え』の主人公である姉妹の名から取られている。
デザイナー兼オーナーである中村真理は、もともとVictorian maidenの初代デザイナーであったがオーナーとうまくいかなかったためVictorian maidenを退社しJuliette et Justineを立ち上げた。
KAWAIKO（かわいこ）
フランス初のゴスロリブランド。デザイナーのコリーヌ・プローゼが2003年に立ち上げ、2007年6月に最初の店舗をパリ市内にオープンした。
扱っている洋服は全て日本の原宿・ゴスロリファッションにインスピレーションを受けたコリーヌがデザインしたもので、「フランスの女の子たちが普段でも気軽に着れるゴスロリ」をコンセプトとしている。また、日本風アニメもベースとしており、コリーヌによるとキャラクターデザインは日本の女性が担当しているという。

Lumiebre（ルミエーブル）
ゴシック・ゴスロリブランドの一つ。阿江ハンカチーフ株式会社が日傘ブランドとして2008年に立ち上げたのが始まり。2021年春をもって新商品のリリースを終了し、以降は既存商品の在庫販売のみ行われているためブランド運営は終了している。
MARBLE（マーブル）
ゴスロリブランドの一つ。大阪モード学園出身のデザイナーの泉さおりが立ち上げた。コンセプトは"女らしさと可愛らしさを合わせた高級感漂うオリジナルファッション"で、レースをふんだんに用いているのが特徴である。ブランド名のMARBLEは立ち上げ当時、泉の髪が黒と金のマーブルであったことに由来している。
略歴
1996年、大阪モード学園を卒業した泉さおりは、神戸のアパレルメーカーに勤めつつMARBLEオリジナルの商品を作り始めた。しかし一年後、オリジナル商品に力を入れるために退社した。その後一年間、運営資金とオリジナル商品を蓄え、1998年に大阪モード学園で同期だったレイチェルに家賃を折半しての出店を持ちかけ、レイチェルのブランドVISIBLEと同居する形で心斎橋に店舗を開いた。

Mary Magdalene（メアリー・マグダレン）
2003年に立ち上げられたロリータブランドの一つ。デザイナーはVictorian Maidenから独立した田中利絵子。直営店は存在せず、KERA! SHOPやATELIER-PIERROTなどのセレクトショップおよび、通信販売のみで展開している。ブランド名は、聖書に登場するマグダラのマリアに由来し、女性の可愛らしい一面と、娼婦のような妖艶な面という両面性を一つのブランドテーマとしている。
MAXICIMAM（マキシマム）
ゴスロリ、パンク系のファッションブランドの一つ。デザイナーの黒玉と黒猫が立ち上げた。黒玉と黒猫は専門学校の同級生であったが、卒業から3年後に偶然再会した際に意気投合し、1996年にMAXICIMAMを立ち上げた。
ロリータ路線のMAMとLovely、パンク・ゴシック路線のMA、その他MAMAM、ネコミミ、na-thなどいくつものラインを展開している。
metamorphose temps de fille（メタモルフォーゼ・タン・ドゥ・フィーユ ）
ロリータファッションブランドの一つ。甘ロリの代表的ブランド。ブランドの正式名称は"manifesteange metamorphose temps de fille"であるが一般には"metamorphose temps de fille"として認知されている。略称はメタモル、メタモなど。ブランド名は、フランス語を元にした造語で、「manifesteange」は「天使降臨」を、「metamorphose」は「変身」、「temps de fille」は「少女の時間」を意味する。デザイナーは大阪モード学園出身の加藤訓仁子（かとうくにこ）。
加藤がデザイナーとなった理由は、当時バンドを組んでいた加藤が好きなことを続けるための収入源としてファッション業界を選んだためで、加藤自身は「もともとロリータが大好きという感じでファッション業界に進んだわけではなかったし、ファッション業界に憧れていたわけでもなかったのです。」と述べている。また加藤はブランド・コンセプトについて「ベースにあるのはロリータファッションですが、私自身ロリータだけを好きなのではなく、幅広いジャンルで洋服自体が好きなので、その時にやりたいことをロリータにミックスさせています。だからデザイナーが他にもいると思われてることがありますね（笑）。」と述べている。本店は大阪市中央区南船場四丁目にある。ブランドオリジナルキャラクターとして「ぱんくましゃん」「らビッチchang」がある。
略歴
1993年にデザイナーの加藤の自主制作ブランドとして誕生したが、当時加藤は大阪モード学園在学中であった。加藤の手がけた商品を取り扱う店舗が増え、仕事が忙しくなってきた頃、当時買い付けに行っていた生地屋で後に社長となる松岡真奈美と出会った。松岡の紹介で内職を雇い販売規模を拡大した加藤は、1997年に松岡と京都でmetamorphoseを立ち上げた。翌1998年には活動拠点を京都から大阪へ移し、直営店を開店した。さらに名古屋、東京原宿と直営店を増やしていった。さらに2000年には(有)metamorphose temps de filleとして法人化し、2002年には(株)metamorphoseに社名を変更した。

MIHO MATSUDA（ミホマツダ）
ゴシック・アンド・ロリータブランドの一つで、デザイナーは東京モード学園出身の松田美穂。裏原宿のセレクトショップGOLDSEALが2003年3月に立ち上げた。「洗練された少女の宝箱」がコンセプトで、ヨーロピアンテイストを取り入れた、大人のためのガーリースタイルを提案している。ビデオゲーム『Devil May Cry』の世界観をイメージした商品の製作・販売も行っている。
MILK（ミルク）
後のロリータ・ファッションに大きな影響を与えた最古のブランド。パンクロリータの代表的ブランド。Jane Marpleやシャーリーテンプルのデザイナーを輩出した。

Millefleurs（ミルフルール）
ロリータブランドの一つ。クラシックなMillefleurs（ミルフルール）と黒主体のMille Noirs（ミルノワール）の二つのラインがある。
Moi-même-Moitié（モワ・メーム・モワティエ）
MALICE MIZER／Moi dix MoisのギタリストManaにより1999年に設立されたゴシックブランド。略称は、モワティエ。女性的なE.G.L（エレガント・ゴシック・ロリータ）と中性的なE.G.A（エレガント・ゴシック・アリストクラット）の2ラインがあり、シャツ、コート、ワンピース、スカート、ハンドバッグ、ヘッドドレスおよび、アンダーウェアを展開している。Manaの好きな色である青がブランドの定番色である。
ブランド名は、フランス語を元にした造語で、「moi-même」は「自分自身」、「moitié」は「半分」、つまり「自分自身とその半分」を意味する。
モワ・メーム・モワティエの服は、主として黒シャツもしくは、少量のレースをあしらった白い絹のシャツが特徴である。共通するテーマとして、ワンピースやスカート、バッグの底の部分のラインに鉄扉があしらわれる。また、いくつかのアイテムには、"Elegant Gothic Lolita Aristocrat Vampire Romance."という語が添えられている。
このブランドの創始者Manaは、ゴシック・アンド・ロリータの創始者の一人と考えられており、そのつながりでゴスロリ業界では名の知れたブランドである。

Princess Doll（プリンセスドール ）
クラシカルよりのロリータブランドの一つ。上田安子服飾専門学校出身のデザイナーの綾が、専門学校卒業後アパレル会社の販売員、デザイナーを経て2004年9月にWebサイトを開設したのが始まり。ブランド名は専門学校時代に課題の一環でつけたものである。
東京進出のきっかけは、綾と友人が東京でプリンセスドールの服を着て遊んでいた時、ROCOCOのスナップ隊が二人に声をかけた。二人の服がオリジナルブランドであることに興味を持ったROCOCOは、NANAのトリビュート企画として土屋アンナデザインした服の製作を綾に依頼した。この出来事で綾は「東京にはこんなチャンスが転がっているんだ」と思い東京進出を決意する。
PUTUMAYO（プトマヨ）
ロリータ寄りのパンクブランドの一つ。1990年に開かれたラフォーレ原宿店を皮切りに立ち上げられたブランド。株式会社GIMグループの一員である株式会社ハイパーハイパーが母体である。
2007年にフランスパリで行われたJAPAN EXPOにおけるラフォーレ原宿コレクションにも参加している。
客層は、マネージャー兼デザイナーの長谷川俊介によると、『プトマヨ』はロリータやパンクのテーストをカジュアルに着こなそうというブランドで、客はゴスロリファッションの入門者が多く、他のブランドよりもシンプルであるという。また2008年9月9日付けの『産経新聞 首都圏版』によるとPUTUMAYOの売上げの約2割は日本人以外であったという。
2018年春ブランド休止、ショップ閉店。

Soufflesong（ソフルソング）
中国に拠点を置くインディーロリータファッションブランド。2014年に設立。

Victorian maiden（ヴィクトリアンメイデン）
クラシカル寄りのロリータブランドの一つ。ブランド名は、「ヴィクトリア時代の女性」を意味し、それをブランドコンセプトにもしている。姉妹ブランドとしてヴィクトリアンメイデンよりも年齢層を下げたBeth（ベス）、小物を扱うVMというブランドを展開している。Mary MagdaleneやJuliette et Justineのデザイナーも輩出したブランドで、初代デザイナーはJuliette et Justineのデザイナーとなった中村真理、その後をMary Magdaleneのデザイナーとなった田中利絵子が引き継ぐが両名が独立した後にチームでのデザインになる。
直営店は大阪のプレスルームのみであるが、プレスルームを訪れるためには来店の2日前までの予約が必要で、男性のみでは入店することができない。
ヴィクトリアンメイデンのサイトやカタログに登場しているモデルはアレクサンダラ・ベック（ニックネームはアリス・ベック）という女性である。
略歴
Victrian maidenは"ヴィクトリア朝時代の乙女をイメージした、エレガントかつコケティッシュなヴィクトリアンスタイル"をコンセプトに1999年に設立された。2000年には有限会社となるが、2003年に一度解散し、インディビジュアルへ譲渡した。また、同時にVMを立ち上げ、さらに2006年にはBethを立ち上げた。

VISIBLE（ヴィジブル）
クラシカル寄りのロリータブランドの一つ。大阪モード学園出身のデザイナーのレイチェルが22歳の時に立ち上げた。22歳での立ち上げとなったのには当時はまだゴスロリという概念が一般的でなかったということが影響している。
また 『ゴシック&ロリータバイブル VOL.28』には中村明日美子がデザインしたウェディングドレスのイラストをもとに製作したドレスも掲載されている。
立ち上げの経緯
当時学生であったレイチェルは、就職活動のための資料を作っていた。しかしそのころはまだゴスロリという言葉もなく、企業へのプレゼン用の資料を作りながらも「こういう服は作りたくない」と作業に不満を感じていた。そのため、早々に就職活動を取りやめ、独自のブランドを立ち上げることを目指した。
1998年の立ち上げ当初は大阪モード学園で同期だった泉さおりのMARBLEと家賃を折半する形で心斎橋に店舗を借りていたが、2002年にVISIBLE単独での店舗を得て独立した。
黒が特徴となった経緯
現在でこそ黒を特徴としているVISIBLEであるが、当初はさまざまな色のアイテムを作っていた。しかし、VISIBLEを最初に取り扱ったセレクトショップATELIER-PIERROTのオーナー、大橋敬子の「真っ黒で作って欲しい」という要望から黒い服を増やしていったところ、売上げが大きく上がった。そのため黒のイメージが定着し、VISIBLEの特徴と捉えられるようになった。
その他にもVISIBLEの特徴としてたっぷりした姫袖とゴージャスなレースが挙げられ、スカートもボリューム感のあるデザインである。

Vivienne Westwood（ヴィヴィアン・ウエストウッド）
イギリスのパンクブランド。

6%DOKIDOKI

危機裸裸商店（ききららしょうてん）
2002年にデザイナーのKiKiが立ち上げたゴシックブランド。コルセットと帽子をメイン商品としている。
ブランドコンセプトは、架空の島で一点物のコルセットと帽子が民族衣装の「危機裸裸島」よりやってきた住人が、転んだ際に島へ帰り方を忘れた為に地上で商店を開いた、というコンセプトである。そのコンセプトのために、全ての商品は基本的に一点物のみである。
ゴシックからクラシカルなど、さまざまなデザインのコルセットやヘッドドレスが販売しているが、危機裸裸商店の特徴として、他のブランドにはあまり使われない市松模様やバイク、トマト柄など、個性的なコルセットも販売している。近年ではfaith、ポワトリン、ALI PROJECTなどのアーティストにも衣装提供している。
Dangerous nude（デンジャラスヌード）
危機裸裸商店の姉妹ブランドである。「ニューアンティーク」をコンセプトに危機裸裸商店よりカジュアルな商品展開している。なおこちらでもfaith、Pudding Alamode、WOOHOOなどアーティストに衣装提供している。
少女貴族（しょうじょきぞく）
音楽ユニットALI PROJECTの作詞・ボーカルを担当している宝野アリカがプロデュース・デザインをするロリータブランドで、ブランド名の「少女貴族」はALI PROJECTのアルバム「Aristocracy」収録の宝野アリカが理想とする究極の少女をイメージした同名の曲から名づけた。
「可愛くない女の子なんていない」というコンセプトの元に設立された。宝野アリカ自身も十代の頃からロリータ・ファッションやゴシック・アンド・ロリータ・ファッションを好んで着ており、現在もKERAなどのファッション雑誌の写真、ALI PROJECTの作品のジャケットやPV、ライヴでも着用している。
バッグやTシャツ、シルバーアクセサリー、KERAとのコラボレーション企画。展開。ヘッドドレスなどの商品の一つ一つが宝野アリカ本人とスタイリストである渋谷ケイコ（宝野にしばしば「K嬢」と呼ばれている人物）の二人で製作され、販売時期は不定期かつ全て一点物であり、厳正なる抽選で購入者が選ばれていた。
ヘッドドレス販売終了と少女貴族公式HP閉鎖が発表された。

この一覧は未完成です。加筆、訂正して下さる協力者を求めています。